# Ulrike Meinhof

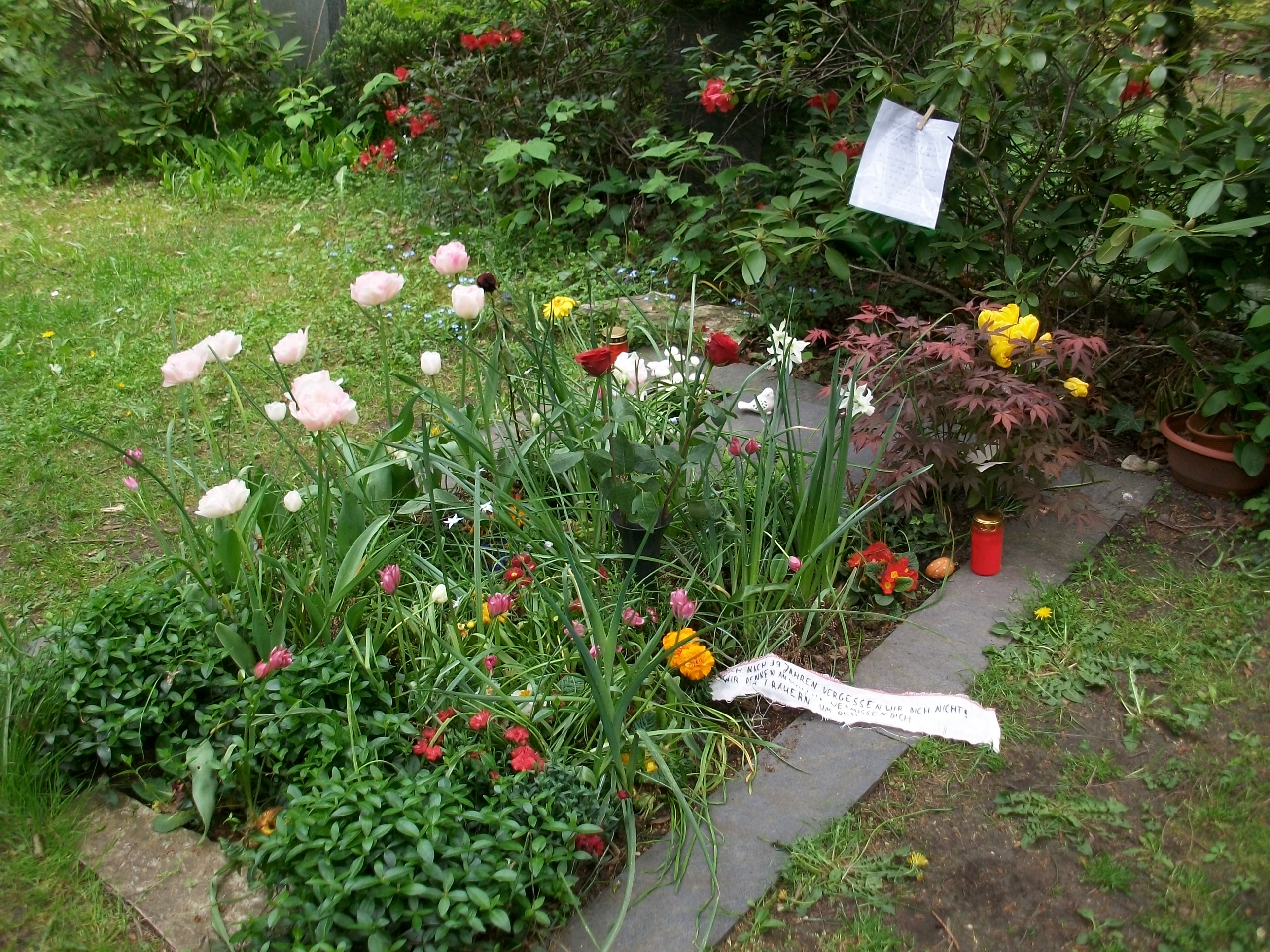
Tomba de Meinhof a Berlín-Mariendorf

Ulrike Marie Meinhof, més coneguda com a Ulrike Meinhof, (Oldenburg, 7 d'octubre de 1934 - Stuttgart, 9 de maig de 1976) va ser una periodista i activista política comunista alemanya. Va ser una de les fundadores de la Fracció de l'Exèrcit Roig (RAF), també coneguda com el grup Baader-Meinhof.

## Biografia
Meinhof va estudiar filosofia, pedagogia, sociologia i alemany en la Universitat de Marburg. El 1957 canvia d'universitat i continua els seus estudis a la Universitat de Münster on coincideix amb el filòsof Manuel Sacristán (qui més tard traduiria i editaria els seus textos) i passa a formar part del Sozialistischer Deutschen Studentenbund («Moviment d'Estudiants Socialistes»). Poc després es va implicar en el moviment antinuclear del seu país defensant les seves idees des de la redacció de la revista política Konkret, vinculada a l'esquerra radical. Es va casar amb el comunista Klaus Rainer Röhl el 1961 i va tenir dues filles bessones, Bettina i Regine, el 21 de setembre de 1962.
Divorciada el 1968, es va unir llavors a grups d'esquerra més radicals al Berlín Occidental. El 1970, vista la ineficàcia dels mitjans ordinaris de lluita emprats per l'esquerra marxista alemanya, va ajudar Andreas Baader a escapar de la presó i després va participar en robatoris a bancs i atemptats amb bomba contra fàbriques i bases militars americanes. La premsa alemanya va denominar al grup ràpidament «grup Baader-Meinhof». Meinhof va escriure molts dels assaigs i manifests que la banda va proclamar, enunciant el concepte d'«escamot urbà», utilitzat per a combatre el que ella va anomenar «explotació de l'home comú» i «imperialisme del sistema capitalista». Capturada el 1972 a Langenhagen, va ser condemnada en audiències preliminars a 8 anys de presó i sofrí una agressiva política penitenciària.
Mentre es desenvolupava el judici definitiu, en el qual el fiscal li demanava cadena perpètua, la van trobar morta en la seva cel·la el 9 de maig de 1976 (aniversari de la derrota nazi en la Segona Guerra Mundial), penjada del sostre. El govern alemany va mantenir que s'havia suïcidat, tesi confirmada per una comissió d'investigació. No obstant això, encara existeixen dubtes respecte de la versió oficial.